# Хейли, Алекс
Алекса́ндр Мюрре́й Па́лмер Хе́йли (англ. Alexander Murray Palmer Haley, 11 августа 1921, Итака, Нью-Йорк — 10 февраля 1992, Сиэтл, штат Вашингтон) — американский писатель, лауреат особого упоминания Пулитцеровской премии за 1977 год.

## Биография
Хейли родился в 1921 году в Итаке, штат Нью-Йорк в семье преподавателей. С 1939 по 1959 год служил в Береговой охране, после чего работал в журнале Reader’s Digest. Хейли выступил в роли литературного негра при написании автобиографии Малкольма Икса, а также брал интервью у известных личностей для журнала Playboy, среди которых были джазовый музыкант Майлз Дэвис и известный активист Мартин Лютер Кинг.
В 1976 году Хейли издал автобиографический роман «Корни» (англ. Roots: The Saga of an American Family), в котором проследил историю своей семьи на две сотни лет назад вплоть до африканских предков из Гамбии. Книга пользовалась большой популярностью: она была переведена на 37 языков, по ней был снят мини-сериал, а в 1977 за эту работу Хейли был удостоен специальной награды Пулитцеровской премии. В последующий годы он работал над вторым романом, касающимся другой ветви его генеалогического древа, который был окончен незадолго до смерти писателя и вышел в свет в 1993 году под названием Alex Haley’s Queen: The Story of an American Family.

## Обвинения в плагиате
В конце 1970-х писатель Гарольд Курландер обвинил Хейли в использовании в романе «Корни» отрывков из его книги «Африканец». Хейли, полностью отрицавший обвинение, в итоге согласился заплатить Курландеру 650 тысяч долларов отступных. В суд на писателя также подавала Маргарет Уокер, обвинявшая Хейли в нарушении авторских прав за копирование нескольких эпизодов из её романа «Юбилей», однако иск был отклонён. Писатель также подвергался критике со стороны членов Нации ислама, обвинявших его в искажении исторических фактов в своих произведениях.